# Nagia evanescens
Nagia evanescens är en fjärilsart som beskrevs av George Francis Hampson 1926. Nagia evanescens ingår i släktet Nagia och familjen nattflyn. Inga underarter finns listade i Catalogue of Life.